# 基顺
基顺（Otis T. Gibson，1825年—1889年1月25日）是一名美以美会差会传教士，出生于美国纽约州莫伊拉，就读于迪金森学院，在那里结识了美以美会教徒和自然哲学教授万为（Erastus Wentworth）。1855年，基顺于出生于贵格会家庭的伊丽莎白结婚。她不顾父母的反对，坚持嫁给基顺。
基顺夫妇结婚几个月后，接受差遣，从纽约市搭乘飞剪式帆船前往中国。1855年8月13日，他们到达福州，在此传教十年之久。他们在中国生了两个儿子，其中一个在婴儿期死亡。
1865年，由于伊莉莎白健康状况不佳，基顺夫妇回到美国纽约州莫伊拉。基顺担任牧师。1868年，调往加利福尼亚旧金山，担任美以美会的“国内华人传教会”（Chinese Domestic Mission）负责人，照料加州大会辖区内的大量华人移民（大多数是广东人），并在此度过余生。1870年8月10日，基顺夫妇成立了太平洋海岸妇女传教会，组织美以美会妇女从事援救苦工贸易中的中国妇女的事业。
1889年1月25日，基顺去世。1916年12月22日，伊莉莎白在洛杉矶去世。